# ランチャーワン
ランチャーワン (LauncherOne) は、イギリスの多国籍企業ヴァージン・グループの衛星打ち上げ部門ヴァージン・オービット社が開発・運用していた二段式の人工衛星打ち上げ用のロケット。2021年より商業飛行が開始された。航空機から打ち上げる空中発射ロケットであり、太陽同期軌道 (SSO) に300kgの小型衛星を投入する能力を持つ。ロケットの母機としてはボーイング747-400を改造した「コズミックガール」と呼ばれる機体が用いられていた。
ランチャーワンの打ち上げは計6回行われている。2020年5月の最初のテスト飛行には失敗するも、2021年1月の初の打ち上げ成功後は4回連続で打ち上げに成功した。しかし2023年1月の6回目の飛行には再び失敗し、ヴァージン・オービット社は同年4月に経営破綻した。
ランチャーワンは、空中発射ロケットとしては史上初めての全段で液体燃料を使用するロケットであった。ヴァージン・オービットは、打ち上げ費用を約1,200万ドルとしていた。

## 歴史

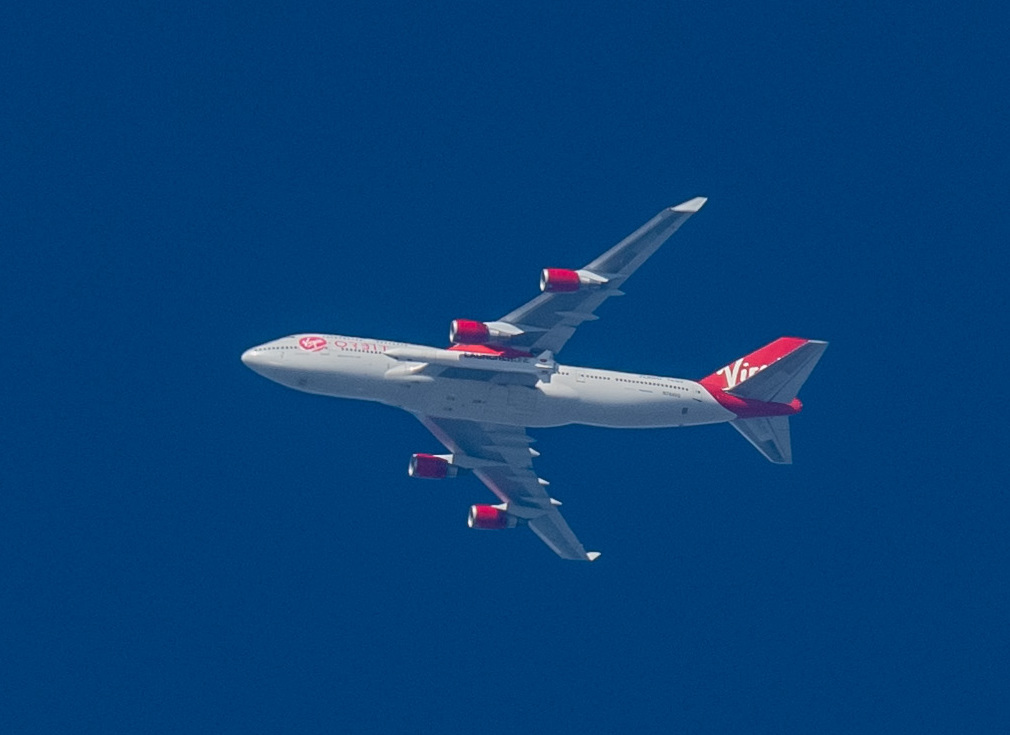
ランチャーワン2号機を搭載したコズミックガール

ランチャーワンの開発は、ヴァージン・グループの宇宙企業ヴァージン・ギャラクティック社により2007年に開始された。当初計画されていたランチャーワンは、打ち上げ能力が低軌道 (LEO) に200kgというより小規模な構成で、母機もヴァージン・ギャラクティックが宇宙旅行用の宇宙船スペースシップツーの母機として開発するホワイトナイトツーを流用する計画であった。
2015年、ヴァージン・ギャラクティックはCubeSatや小型衛星の市場により適合するよう、ランチャーワンの打ち上げ能力を高度500kmのSSOに300kgのペイロードとなるよう向上させた。同時に母機もより大型のボーイング747-400「コズミックガール」へと変更された。2017年には衛星打ち上げ部門がヴァージン・オービット社として分割され、ランチャーワンの開発は同社へと引き継がれた。
2020年5月に初となるランチャーワンの打ち上げが行われた。しかしこの打ち上げは1段目エンジンの点火直後に異常が発生し失敗に終わった。翌2021年1月の2号機で初めて打ち上げに成功、10基のCubeSatをLEOに投入した。その後は順調な打ち上げを続けたが、イギリスの空港からの初打ち上げとなった2023年1月の6号機は、2度目の打ち上げ失敗となった。打ち上げ失敗により、ヴァージン・オービット社は同年4月に経営破綻した。

## 設計

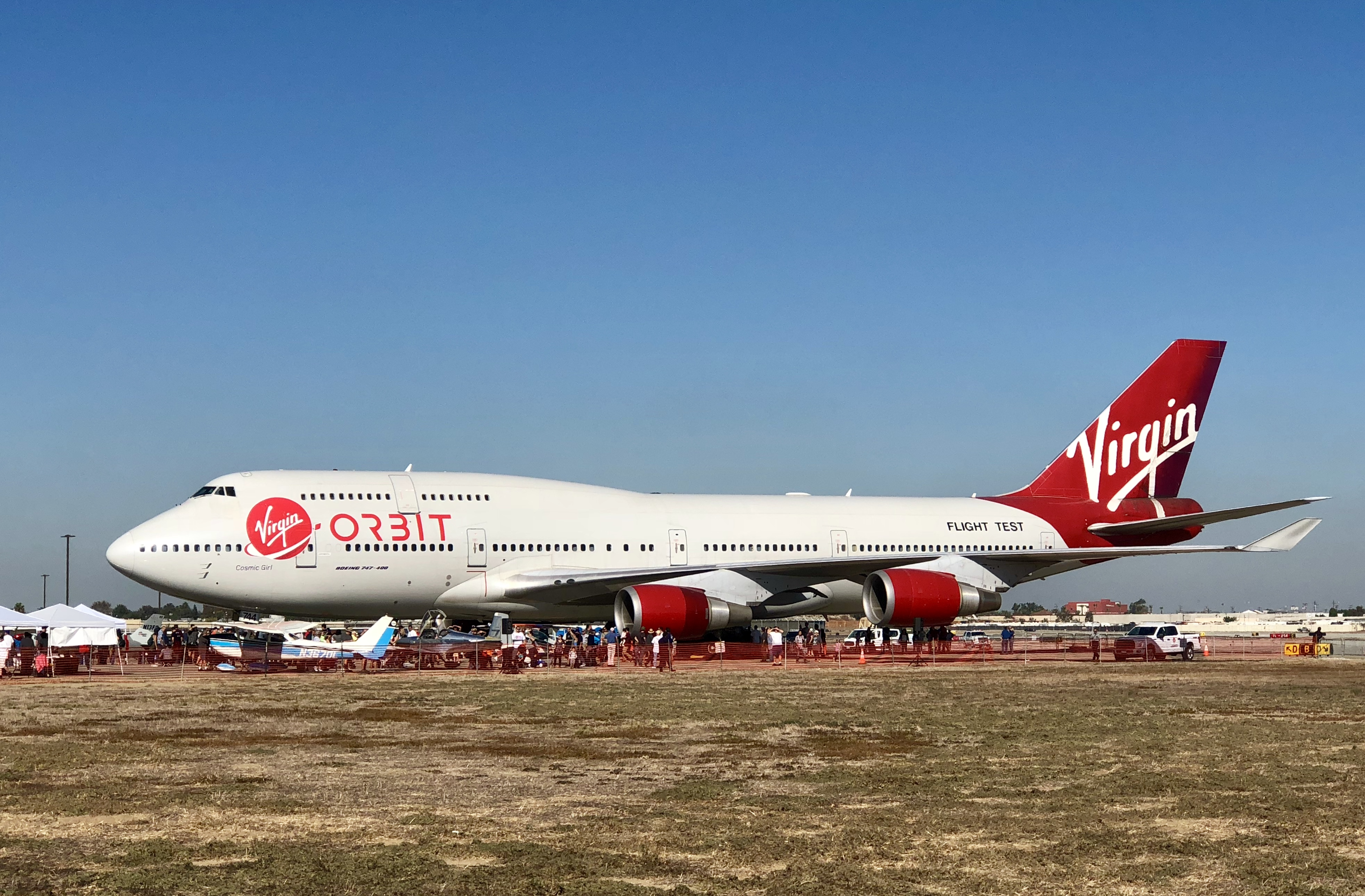
コズミックガール。ランチャーワンは航空機から打ち上げられる空中発射ロケットとして設計されていた

ランチャーワンは、二段式の空中発射ロケットである。ロケットの直径は1段目が1.6m、2段目とペイロードフェアリングが1.3m。ボーイング747-400を改造した「コズミックガール」と呼ばれる母機に搭載され、空中で打ち上げられた。
2019年10月、ヴァージンは3段目を使用する派生型を開発する計画を発表した。この派生型は、月に100kg、金星に70kg、火星に50kgの打ち上げ能力を持つ予定だった。

### エンジン
ランチャーワンは、ケロシン (RP-1) と液体酸素 (LOX) を燃料とする液体燃料ロケットエンジンのニュートンエンジンを搭載する。1段目は1基のNewtonThreeエンジンを、2段目は真空最適化された1基のNewtonFourエンジンを使用した。

## 用途
ランチャーワンは、CubeSatや小型衛星に合わせて、高度500kmの太陽同期軌道 (SSO) に300kgのペイロードを打ち上げる能力を持つよう設計されていた。ヴァージン・オービットはまた、ランチャーワンは太陽周回軌道へのペイロード投入能力も持ち、火星や金星、小惑星のフライバイに用いることもできると発表していた。

## 射場

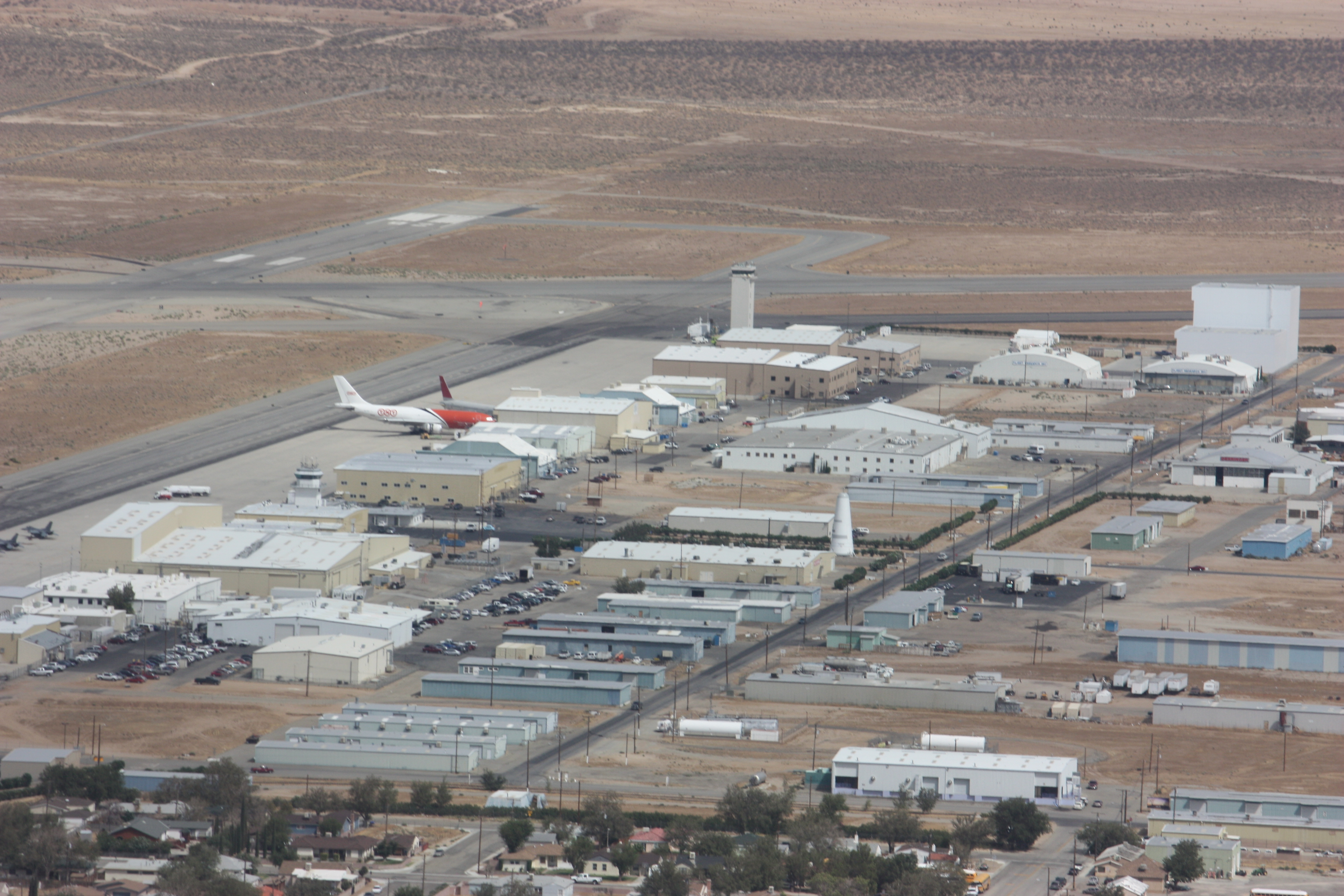
モハーヴェ空港

ヴァージン・オービットは、ペイロードの組み込みを本社のあるアメリカのカリフォルニア州ロングビーチで行っていた。
ランチャーワンは、母機であるボーイング747-400「コズミックガール」の左翼のパイロンに取り付けられ、海洋まで飛行し、目的の軌道傾斜角にあった地点から打ち上げられた。そのため、地上からの打ち上げでたびたび遅延の原因となる天候や上空の風といった問題を避けることができた。ヴァージン・オービットのウィル・ポメランツは、現地の法律が許せば、ボーイング747が運用可能などこの空港でも使用可能であると述べていた。
2023年時点で、コズミックガールはカリフォルニア州のモハーヴェ空港とイギリスのニューキー空港（コーンウォール宇宙港）にて運用されていた。ヴァージンではその他に、フロリダ州のケネディ宇宙センターやブラジルのアルカンタラ射場など他の空港を使用することも計画していた。提案された場所としては、ハワイ州のエリソン・オニヅカ・コナ国際空港やプエルトリコのホセアポンテデラトーレ空港、日本の大分空港、グアムのアンダーセン空軍基地、オーストラリアのトゥーンバ・ウェルキャンプ空港が上がっていた。

## 打ち上げ実績
| No | 打上日時 (UTC)         | 発射場               | 軌道 | ペイロード                                                                                               | 成否 | 備考                    |
| -- | ---------------------- | -------------------- | ---- | --- | ---- | ----------------------- |
| 1  | 2020年5月25日 19:50    | モハーヴェ空港       | LEO  | 試験用ペイロード                                                                                         | 失敗 | 1段目エンジンが早期停止 |
| 2  | 2021年1月17日 19:38:51 | モハーヴェ空港       | LEO  | ELaNa 20: CACTUS-1, CAPE-3, EXOCUBE-2, MiTEE, PICS 1, PICS 2, PolarCube, Q-PACE, RadFXSat-2, TechEdSat-7 | 成功 |                         |
| 3  | 2021年6月30日 14:47    | モハーヴェ空港       | LEO  | STP-27VPA, BRIK-II, STORK-4, STORK-5 (MARTA)                                                             | 成功 |                         |
| 4  | 2022年1月13日 22:51:39 | モハーヴェ空港       | LEO  | STP-27VPB (PAN-A and B, GEARRS-3, TechEdSat-13), SteamSat-2, STORK-3, ADLER-1 (Lemur-2 Krywe).           | 成功 |                         |
| 5  | 2022年7月2日 06:53     | モハーヴェ空港       | LEO  | CTIM-FD, GPX-2, Gunsmoke-L (Lonestar) × 2, MISR-B, NACHOS-2, Recurve, Slingshot-1                        | 成功 |                         |
| 6  | 2023年1月9日 23:11     | コーンウォール宇宙港 | LEO  | AMAN, CIRCE A & B, DOVER, ForgeStar-0, IOD-3 Amber, Prometheus 2A & 2B, STORK-6                          | 失敗 |                         |